# Sweet was the song the Virgin sung
Sweet was the song the Virgin sung is een compositie van Benjamin Britten. Britten schreef dit lied, vaak afgekort tot Sweet was the song, voor koor toen hij nog in opleiding was aan het Royal College of Music. Hij kreeg van zijn zuster Barbara Britten een verzameling Kerstliederen. Aan de hand daarvan stelde Benjamin een vijfdelige suite samen met kerstliederen: Thy King’s Birthday. Maar zoals zoveel werk van Britten werd het nooit tijdens zijn leven gepubliceerd, dan wel uitgevoerd. Alleen het op 13 januari 1931 gecomponeerde Sweet was the song the Virgin sung was daarop de uitzondering. Op zijn eigen Aldeburgh Festival werd het op 15 juni 1966 uitgevoerd, hij bewerkte het toen speciaal voor die uitvoering voor onbegeleid vrouwenkoor (SSAA). De gehele suite moest op uitvoering wachten tot 14 juni 1991.
De tekst komt uit William Ballet’s Lute Book:

Sweet was the song the Virgin sung.

When she to Bethlem Juda came, 

And was delivered of a Son. 

That blessed Jesus hath to name. 

Lulla, lulla, lulla, lullaby

Lulla, lulla, lulla, lullaby

My Son and eke a Saviour born, 

Who hast vouchsafed from on high

To visit us that were forlorn, 

Lalula, lalula, lalullaby

Sweet Babe, sang she

And rocked Him sweetly on her knee.

## Discografie
- Uitgave Chandos: Finzi Singers in 1996
- Uitgave Naxos: New London’s Children Choir o.l.v. Roland Corp